# Gallirallus astolfoi
Gallirallus astolfoi — вимерлий птах родини пастушкових, що існував у минулому в Океанії. Описаний у 2021 році.

## Назва
Видовий епітет вшановує вигаданого персонажа середньовічних епосів Астольфа, який був одним із паладинів Карла Великого. В епосі Лудовіко Аріосто «Несамовитий Роланд» Астольф потрапляє в пастку на віддаленому острові, влаштовану чарівницею Алкіною.

## Відкриття
Субфосильні рештки птаха знайдені у 2002 році у печері Тангаруту на острові Рапа-Іті з островів Басс у Французькій Полінезії. Вид, ймовірно, вимер після появи на острові людей між 1400 і 1600 роками нашої ери.